# U 22 (U-Boot, 1974)
U 22 war ein U-Boot der Deutschen Marine, das zur Klasse 206 gehörte.

## Geschichte
U 22 (Kennung S 171) wurde am 26. Juli 1974 beim 3. Ubootgeschwader in Dienst gestellt. Vom 9. Januar 1989 bis September 1990 wurde das Schiff zur Klasse 206 A umgerüstet. Am 31. Dezember 2008 wurde U 22 aus dem Flottenbestand gestrichen. Die Außerdienststellung erfolgte am 18. Dezember 2008.
Im Rahmen des Transformationsprozesses in der Marine wurde am 13. Februar 2006 das 3. Ubootgeschwader aufgelöst und die noch nicht außer Dienst gestellten U-Boote dieser Klasse dem 1. Ubootgeschwader in Eckernförde unterstellt.
1974 übernahm die Stadt Trossingen in Baden-Württemberg die Patenschaft für das U-Boot.

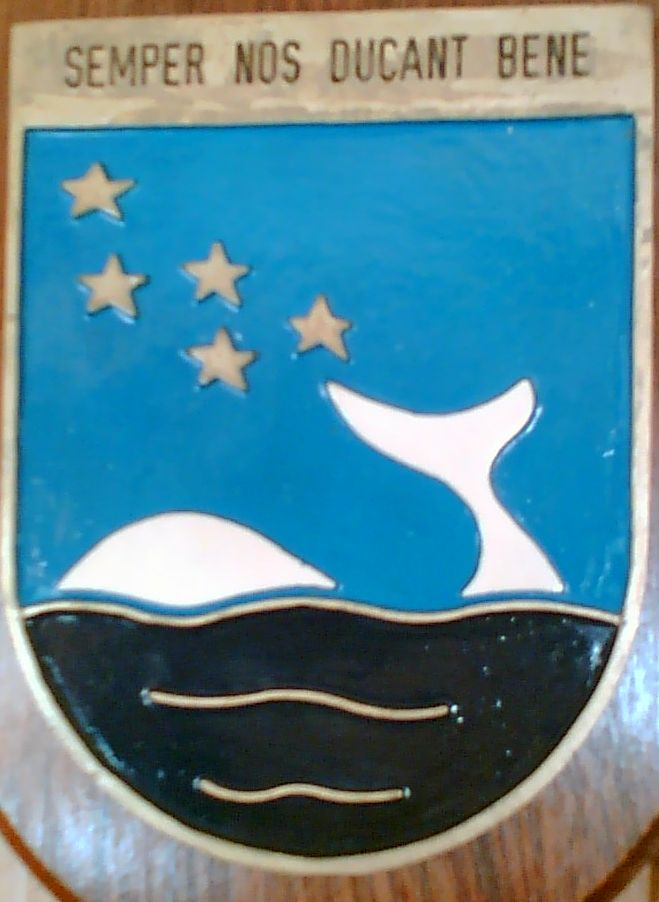
Wappen von U 22

Das Wappen des U-Bootes zeigt einen weißen Wal unter fünf Sternen mit dem Motto Semper nos ducant bene. In Anlehnung an den Typ des Bootes wurde als Umriss für das Wappen des Unterseebootes U 22 die Form eines „U“ gewählt. Auf goldenem Grund befindet sich im oberen Fünftel ein Sinnspruch in schwarzer Schrift, der die Verbindung zum ehemaligen U-Boot U 5 (Typ 205) der Bundesmarine herstellte. Die Besatzung, die U 5 außer Dienst stellte und unmittelbar danach U 22 übernahm, wollte die Erinnerung an das neue Boot verbinden. Die Schrift „Semper nos ducant bene“ gab der Hoffnung Ausdruck, dass die fünf Sterne von U 5 auch das neue Boot gut führen mögen. In Gold ausgeführt erschienen sie in der oberen Hälfte des Wappens auf hellblauem Untergrund und zeigen die Form des Sternbildes der „Kassiopeia“. Sie stehen über der Abbildung eines auftauchenden Wales, der in dieser charakteristischen Form die Verbindung zu dem neuen Bootstyp 206 schafft. Der Wal war in Weiß ausgeführt und zeigte sich mit dem Kopf und der Schwanzflosse. Durch einen wellenförmigen goldenen Strich als Wasseroberfläche wurde er vom Bereich darunter getrennt, der in dunklem Blaugrün das untere Drittel des Wappens füllt. Die insgesamt drei angedeuteten Wellenlinien stellten die Zugehörigkeit zum 3. Ubootgeschwader dar.
Das Boot wurde am 18. Dezember 2008 in Wilhelmshaven feierlich außer Dienst gestellt. In den 34 Dienstjahren hatte das Boot über 170.000 Seemeilen hinter sich gebracht.
Es wurde außer Dienst gestellt, da man die Bootsbatterie hätte ersetzen müssen. Die Kosten von fast 5 Mio. Euro waren wirtschaftlich nicht mehr vertretbar.
Im März 2012 lag das Boot im Marinearsenal Wilhelmshaven und wurde durch die Vebeg GmbH zum Ersteigern mit Auktionsende 4. April 2012 mit der Auflage der Abgabe an leistungsfähige – zur Verschrottung zugelassene – Unternehmen angeboten. Ende November 2012 wurde U 22 zusammen mit U 29 an Bord des Hansa-Heavy-Lift-Frachters HHL New York vom Wilhelmshavener Nordwestkai mit Kurs Nemrut Bay (Türkei) zum Verschrotten gebracht und anschließend von Şimşekler in Aliağa verschrottet.

## Kommandanten
Die Kommandanten des Unterseebootes U 22 waren:
| Dienstgrad       | Name           | von                | bis                |
| ---------------- | -------------- | ------------------ | ------------------ |
| Kapitänleutnant  | Brausewetter   | 26. Juli 1974      | 30. Juni 1976      |
| Kapitänleutnant  | Brüggemann     | 1. Juli 1976       | 30. September 1978 |
| Kapitänleutnant  | Gohde          | 1. Oktober 1978    | 30. September 1982 |
| Korvettenkapitän | Zeller         | 1. Oktober 1982    | 29. September 1986 |
| Kapitänleutnant  | Andreas Krause | 29. September 1986 | 28. September 1989 |
| Kapitänleutnant  | Köppen         | 28. September 1989 | 10. August 1992    |